# Granjal
Granjal ist eine Gemeinde (Freguesia) im portugiesischen Kreis Sernancelhe. In ihr leben 282 Einwohner (Stand 19. April 2021).